# Dmitri Tarásov
Dmitri Alekséyevich Tarásov (en ruso: Дмитрий Алексеевич Тарасов; Moscú, Rusia; 18 de marzo de 1987) es un futbolista ruso. Juega de centrocampista.

## Trayectoria
Se formó en las inferiores del F. C. Spartak de Moscú para luego jugar profesionalmente por el FC Tom Tomsk. El 2 de febrero de 2009 fichó por el F. C. Moscú. 
Llegó al Lokomotiv de Moscú el 28 de diciembre de 2009, Tarásov se ganó la titularidad en el equipo para mediados de la temporada 2012-13, donde además fue nombrado vice capitán. Ganó el premio a mejor jugador del mes por los aficionados del Loko en abril de 2013 y septiembre de 2013. Se mantuvo en el equipo hasta la temporada 2018-19, cuando se le terminó el contrato y no fue renovado.
Tras varias semanas entrenando con el equipo, el 18 de febrero de 2020 se hizo oficial su fichaje por el F. C. Rubin Kazán hasta final de temporada. Estuvo toda la campaña 2020-21 sin equipo y en julio de 2021 se comprometió con el F. C. Veles Moscú.
Dejó el club en octubre de 2021, y anunció una pausa en su carrera profesional.

## Selección nacional
Jugó para Rusia en la categoría sub-21.
Debutó con la selección de Rusia el 15 de noviembre de 2013 en un amistoso contra Serbia. Anotó su primer gol para el seleccionado ruso el 19 de noviembre de 2013 a Corea del Sur en un amistoso.

## Estadísticas

### Clubes

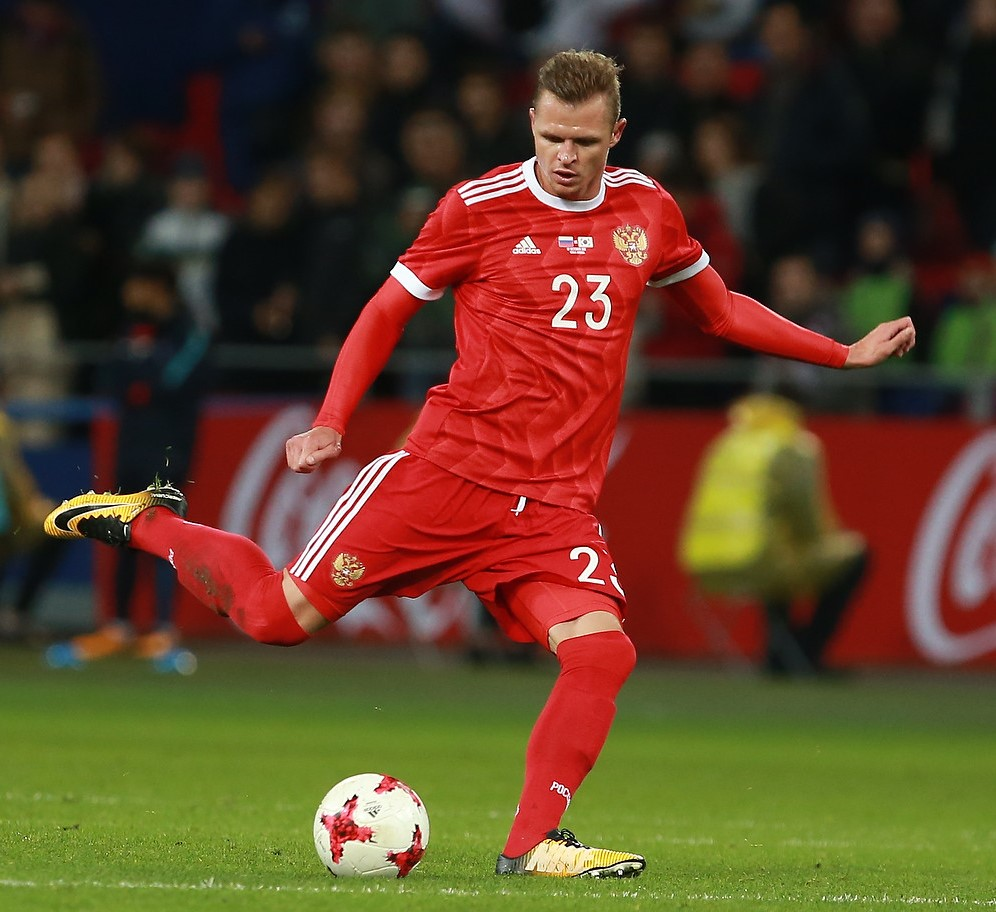
Tarásov con Rusia en 2017

Actualizado al último partido disputado el 16 de julio de 2020.
| Club                          | Div.          | Temporada     | Liga  | Liga  | Copas nacionales | Copas nacionales | Copas internacionales | Copas internacionales | Total | Total  |
| Club                          | Div.          | Temporada     | Part. | Goles | Part.            | Goles            | Part.                 | Goles                 | Part. | Goles] |
| ----------------------------- | ------------- | ------------- | ----- | ----- | ---------------- | ---------------- | --------------------- | --------------------- | ----- | ------ |
| F. C. Tom Tomsk · Rusia       | 1.ª           | 2006          | 4     | 0     | 0                | 0                | —                     | —                     | 4     | 0      |
| F. C. Tom Tomsk · Rusia       | 1.ª           | 2007          | 24    | 1     | 3                | 1                | —                     | —                     | 27    | 2      |
| F. C. Tom Tomsk · Rusia       | 1.ª           | 2008          | 26    | 1     | 5                | 1                | —                     | —                     | 31    | 2      |
| F. C. Tom Tomsk · Rusia       | Total club    | Total club    | 54    | 2     | 8                | 2                | —                     | —                     | 62    | 4      |
| F. C. Moscú · Rusia           | 1.ª           | 2009          | 25    | 2     | 5                | 2                | —                     | —                     | 30    | 4      |
| F. C. Moscú · Rusia           | Total club    | Total club    | 25    | 2     | 5                | 2                | —                     | —                     | 30    | 4      |
| F. C. Lokomotiv Moscú · Rusia | 1.ª           | 2010          | 26    | 1     | 0                | 0                | 2                     | 0                     | 28    | 1      |
| F. C. Lokomotiv Moscú · Rusia | 1.ª           | 2011-12       | 9     | 1     | 1                | 0                | 4                     | 0                     | 14    | 1      |
| F. C. Lokomotiv Moscú · Rusia | 1.ª           | 2012-13       | 18    | 2     | 1                | 0                | —                     | —                     | 19    | 2      |
| F. C. Lokomotiv Moscú · Rusia | 1.ª           | 2013-14       | 17    | 4     | 0                | 0                | —                     | —                     | 17    | 4      |
| F. C. Lokomotiv Moscú · Rusia | 1.ª           | 2014-15       | 14    | 0     | 2                | 0                | 2                     | 0                     | 18    | 0      |
| F. C. Lokomotiv Moscú · Rusia | 1.ª           | 2015-16       | 23    | 0     | 1                | 0                | 5                     | 1                     | 29    | 1      |
| F. C. Lokomotiv Moscú · Rusia | 1.ª           | 2016-17       | 12    | 1     | 2                | 0                | —                     | —                     | 14    | 1      |
| F. C. Lokomotiv Moscú · Rusia | 1.ª           | 2017-18       | 24    | 2     | 2                | 0                | 8                     | 0                     | 34    | 2      |
| F. C. Lokomotiv Moscú · Rusia | 1.ª           | 2018-19       | 9     | 0     | 6                | 0                | 0                     | 0                     | 15    | 0      |
| F. C. Lokomotiv Moscú · Rusia | Total club    | Total club    | 152   | 11    | 15               | 0                | 21                    | 1                     | 188   | 12     |
| F. C. Rubin Kazán · Rusia     | 1.ª           | 2019-20       | 4     | 0     | —                | —                | —                     | —                     | 4     | 0      |
| F. C. Rubin Kazán · Rusia     | Total club    | Total club    | 4     | 0     | —                | —                | —                     | —                     | 4     | 0      |
| Total carrera                 | Total carrera | Total carrera | 235   | 15    | 28               | 4                | 21                    | 1                     | 284   | 20     |

### Selección nacional
| Selección      | Temporada     | Encuentros | Encuentros |
| Selección      | Temporada     | Part.      | Goles      |
| -------------- | ------------- | ---------- | ---------- |
| Sub-21 · Rusia | 2007-08       | 2          | 0          |
| Sub-21 · Rusia | Total         | 2          | 0          |
| Rusia · Rusia  |               |            |            |
| 2013           | 2             | 1          |            |
| 2014           | 0             | 0          |            |
| 2015           | 0             | 0          |            |
| 2016           | 2             | 0          |            |
| 2017           | 4             | 0          |            |
| Total          | 8             | 1          |            |
| Total carrera  | Total carrera | 10         | 1          |

## Palmarés

### Títulos nacionales
| Título                | Club                     | País  | Año     |
| --------------------- | ------------------------ | ----- | ------- |
| Copa de Rusia         | F. C. Lokomotiv de Moscú | Rusia | 2014-15 |
| Copa de Rusia         | F. C. Lokomotiv de Moscú | Rusia | 2016-17 |
| Liga Premier de Rusia | F. C. Lokomotiv de Moscú | Rusia | 2017-18 |
| Copa de Rusia         | F. C. Lokomotiv de Moscú | Rusia | 2018-19 |